# Новогрудская вытинанка-выбиванка
Новогрудская традиционная вытинанка-выбиванка – это отличительная техника "выбивания" определенного рисунка на бумаге с помощью специальных инструментов: долото либо расплющенного гвоздя, металлической трубочки (пустой гильзы) либо острой алюминиевой трубочки. Основой таких изделий является ромбовидная сетка, имитирующая собой ячейки гардинного полотна, вязаного из ниток. На ней располагаются симметричные крупные цветы или букеты, а по краям занавесок выбиваются зубчики полумесяцем или угольниками. Такие занавески создают иллюзию петлевых изделий.

## Описание
Раньше выбиванки вешались на окна, в красный угол на иконы мастерицы выбивали полотенца-набожники, которые на некоторое время заменяли тканые или вышитые полотенца. Сейчас изделия в стиле новогрудской вытинанки-выбиванки используются в оформлении этнографических уголков как элементы декоративной отделки современного интерьера. Бумажными узорами, созданными в жанре вытинанки-выбиванки украшали интерьеры жилья в некоторых деревнях на Новогрудчине в 1930-1950-х гг. XX века. Способ изготовления вытинанок с помощью трубочек, долото, вырезания ножом встречался довольно редко.
Восстановила и передала следующим поколениям этот уникальный вид вытинанки Нина Петровна Шурак. Сегодня основным носителем традиции выбивания вытинанок является одна из ее учениц Климко Наталья Александровна, которая передает свои знания необычной технике выбивания на бумаге ажурных узоров подросткам, молодежи, людям пожилого возраста во время мастер-классов, семинаров-практикумов, на выставках и открытых занятиях обучения ремеслу.

## Происхождение
Бумажными узорами, созданными в жанре вытинанки-выбиванки украшали интерьеры жилища в некоторых деревнях на Новогрудчине в 1930-1950-х гг. XX века. Так выполняли полотенца на иконы, занавески, уголки на полочки, салфетки под куличи. Подготовка украшений для интерьера приурочивалась к самым значимым праздникам – Пасхе и Рождеству. Занавески, полотенца, кружева, салфетки вырезались ножницами. Отдельные хозяйки дополнили традиционную технику вырезывания собственными приемами – выбиванием долотом, расплющенным заостренным гвоздем, трубочками, однако такой способ изготовления вытинанок встречался довольно редко, так как бумага – материал недолговечный, а образцы, выполненные такой техникой, изготавливались одиночными мастерицами. Именно они оставили свой след в памяти односельчан и спустя годы их искусство стало основой для восстановления традиционной Новогрудской вытинанки-выбиванки, что в связи с невостребованностью на некоторое время была потеряна.
Восстановила этот уникальный вид вытинанки Нина Петровна Шурак (годы жизни 1932-2009). Родилась она в д. Милушево. С детства девочка видела, как тщательно готовилась ее мать к Пасхе. Жили бедно, купить в магазине гардинную ткань на окна не могли. Мать сама делала красивые занавески из бумаги на окна, на полочки – уголки, а на иконы – полотенца. Они напоминали занавески, которые покупали в магазине, но узоры и ажурная сетка выбивались с помощью долота. В такой технике делались занавески в некоторых деревнях Новогрудского и Кореличского района (со слов Н. П. Шурак). Нина Петровна попыталась сделать занавески и полотенце на иконы, когда стала работать хранителем фондов в Новогрудском историко-краеведческом музее (примерно в 1993 г.). Ее работы и сейчас украшают уголок экспозиции интерьера крестьянского дома 1930-х годов. Сложив лист ватмана, она нарисовала ячеистую сетку, а по ней – крупные розы, но вырезать такой узор ножницами было невозможно. Помогла старшая сестра-открыла большой гвоздь и навострила его. Доску из дуба сделал завхоз музея. Гвоздь, доска и молоток стали основными инструментами в творчестве мастерицы. Нина Петровна создавала образцы занавесок и набожников наиболее приближенные к природе-это были васильки, колоски, ромашки, птицы, бабочки. Встречи с земляками, неравнодушие к прошлому, цель сохранить образцы искусства для потомков послужили поводом, чтобы в зрелом возрасте Н. Шурак начала возрождать забытую технологию изготовления местных занавесок. Работала Нина Петровна в основном зимой в своей городской квартире, а летом жила в д. Подкосовье у сестры. Последние годы жизни она украшала там на Пасху окна выбитыми из бумаги занавесками. В 2000 г. был открыт Новогрудский районный центр ремесел, и Нина Петровна стала членом и советником его коллектива. На это же время (2002-2009 гг.) приходится расцвет ее творчества. Мастерица участвовала в республиканских и областных праздниках народного творчества, выставках, где была награждена рядом дипломов, проводила мастер-классы, делилась знаниями. Нина Петровна создала более 50 различных занавесок, набожников, пыталась делать и небольшие панно. Коллекция ее выбиванок хранится в Новогрудском краеведческом музее и в Новогрудском районном центре ремесел. Есть произведения Н. Шурак и в Гродненском государственном музее истории религии, Минском ОЦНТ. В 2009 г. мастерицы не стало. С уходом Нины Петровны искусство Новогрудской вытинанки-выбиванки не было потеряно.
Сегодня её практикует ученица Н.Шурак – Наталья Александровна Климко. Она досконально изучила технику вытинанки-выбиванки и передает мастерство своим ученикам.

## Передача практик вытинанки-выбиванки на современном этапе
На сегодняшний день традиционная новогрудская вытинанка-выбиванка является очень важным элементом нематериальной культуры в плане его поддержки для Новогрудского районного центра ремесел, который возглавляет Наталья Климко. Она хорошо понимает необходимость сохранения и передачи этого элемента нематериального культурного наследия преемникам. Поэтому старается как можно больше распространять знания об этом уникальном и красивом виде традиционного искусства. Н. Климко участвует в выставках, проводит мастер-классы, открытые занятия. В этом ей помогают сотрудники Центра ремесел, особенно методист-мастер Юшкевич Ольга Михайловна. Она вместе с Натальей Александровной устраивала вечера-встречи, выставки Нины Петровны Шурак, а сейчас проводит интересные познавательные экскурсии для посетителей выставок Центра ремесел, – чем популяризирует традиционное искусство Новогрудчины. Местные школьники и молодежь с восторгом слушают рассказы о мастерах-земляках. На мастер-классах и семинарах они с удовольствием и интересом пробуют сами работать молотком. Цель таких занятий – передать знания, практический опыт, заинтересовать тем, что именно молодежь и дети могут стать преемниками традиционной культуры и должны гордиться Новогрудчиной и ее уникальным искусством.
Новогрудским районным центром ремесел издано методическое пособие, которое знакомит всех заинтересованных с традиционной Новогрудской вытинанкой-выбиванкой и техникой ее выполнения.
Непосредственно процесс передачи технологических приемов выбивания узора на бумаге изначально происходил устным путем – Н. П. Шурак рассказывала в воспоминаниях как готовилась к Пасхе ее мать, каким образом она украшала дом. Сегодня передача знаний происходит через систему внешкольного образования в Новогрудском районном Центре ремесел: от учителя к ученику. Сотрудники Новогрудского районного центра ремесел, который возглавляет Наталья Климко, проводят семинары-практикумы, мастер-классы, открытые занятия по традиционным ремеслам, популяризируют искусство местной вытинанки-выбиванки для школьников города и района, для учащихся колледжей, учителей.